# Kościół Świętych Apostołów Szymona i Judy Tadeusza w Jankowie Dolnym
Kościół Świętych Apostołów Szymona i Judy Tadeusza w Jankowie Dolnym – Rzymskokatolicki kościół parafialny należący do parafii pod tym samym wezwaniem (dekanat gnieźnieński II archidiecezji gnieźnieńskiej).
Obecna świątynia została wzniesiona w latach 1995–2000, poświęcił ją w dniu 29 maja 2000 roku arcybiskup Henryk Muszyński. Parafia została utworzona w dniu 1 stycznia 1988 roku, dzięki dekretowi księdza kardynała Jozefa Glemba, Prymasa Polski.
Wcześniej we wsi znajdował się kościół, wybudowany w 1356 roku przez Jarosława ze Skotnik. Utworzono przy nim parafię. Pod koniec XVIII wieku parafia została zlikwidowana i przyłączono ją do parafii w strzyżewie Kościelnym.